# Stråhat
En stråhat er en hat, der er flettet af halm eller andre strå-lignende materialer fra forskellige planter. Dette kunne eksempelvis være toyostrå, og nogle stråhatte fremstilles af syntetiske strå. Hatten er designet til at beskytte ansigtet mod solens stråler og forhindre solstik, men stråhatte bruges også som en modegenstand eller som del af uniformer.

## Galleri
- Boater — en formel, stiv stråhat med en flad top og skygge
- Buntalhat — en semiformel eller uformel traditionel stråhat fra Filippinerne fremstillet af buntal-palmefibre
- Salakot — en traditionel konisk eller spids rund hat, der normalt fremstilles af rotting fra Filippinerne
- Panamahat — en fin og ofte dyr hat fremstillet Ecuador.
- En stråhat båret af en japansk buddhistisk munk.